# Foveosculum superior
Foveosculum superior är en stekelart som beskrevs av Heinrich 1967. Foveosculum superior ingår i släktet Foveosculum och familjen brokparasitsteklar. Inga underarter finns listade i Catalogue of Life.